# FNNニュースフラッシュ産経新聞
『FNNニュースフラッシュ産経新聞』（エフエヌエヌニュースフラッシュさんけいしんぶん）は、1988年5月2日から1993年9月30日まで関西テレビで平日午後に放送されていたスポットニュース番組である。それまでは『サンケイテレニュースFNN』として放送していたが、産経新聞の題字がカタカナの「サンケイ」から漢字の「産経新聞」に改題したのに伴って、この題に変更された。

## 番組概要
放送時間は平日 14:00 - 14:05 (JST) で、フジテレビの『産経テレニュースFNN』のタイトルを差し替えて全国ニュースを放送していた。ただし、大きなニュースのあるときにはローカルニュースを放送したものと思われる。
テーマBGMは『KTVニュース』や『KTVニュースフラッシュ』の宇宙空間バージョンと同じものが使用されたが、バックの映像は情報カメラ映像となっていたほか、産経新聞のロゴは紙面の題字（旧字体の『産經新聞』表記）を使用していた（改題前の『サンケイテレニュースFNN』では映像も宇宙空間バージョンを使用）。
1993年秋の改編で『タイムアングル』が開始されたことにより、午後のスポットニュース枠が同番組内に組み込まれたために終了。1994年秋の改編で午後のスポットニュース枠は復活したが、こちらは『KTVニュースフラッシュ』（当初は『FNNニュース2:00』と同内容であったが、後に全編ローカルニュースに変更）のタイトルに変わり、現在に至っている。

## 担当アナウンサー
- フジテレビ発全国ニュースの場合は、当時のフジテレビアナウンサーが持ち回りで担当していた。
- 関西テレビ発ローカルニュースとなった場合も基本的に持ち回りだが、『KTVワイドニュース』（現『FNN Live News days』）のローカルコーナー担当者がそのまま出演したこともあった。